# Vír (district de Žďár nad Sázavou)
Pour les articles homonymes, voir Vir (homonymie).
Vír (en allemand : Wühr) est une commune du district de Žďár nad Sázavou, dans la région de Vysočina, en République tchèque. Sa population s'élevait à 707 habitants en 2020.

## Géographie
Vír est arrosée par la Svratka et se trouve à 6 km au nord-est de Bystřice nad Pernštejnem, à 28 km à l'est de Žďár nad Sázavou, à 45 km au nord-ouest de Brno, à 56 km à l'est-nord-est de Jihlava à 149 km au sud-est de Prague.
La commune est limitée par Chlum-Korouhvice au nord, par Věstín à l'est, par Koroužné au sud, par Bystřice nad Pernštejnem au sud et à l'ouest, et par Dalečín à l'ouest.

## Histoire
La première mention écrite de la localité date de 1364.
Entre 1947 et 1958, le barrage de Vír I a été construit sur la Svratka, en amont du village, créant une retenue de 223,5 ha, qui a inondé les villages de Chudobín et Korouhvice. En 1954, le réservoir Vir II (12,3 ha) a été aménagé en aval de Vír. 
En 1954, les communes de Vír et Hrdá Ves ont fusionné, formant la commune de Vír-Hrdá Ves, appelée plus tard Vír.

## Transports
Par la route, Vír se trouve à 8 km de Bystřice nad Pernštejnem, à 34 km de Žďár nad Sázavou, à 56 km de Brno, à 70 km de Jihlava et à 191 km de Prague.